# Силиндер (Ајова)
Силиндер (енгл. Cylinder) град је у америчкој савезној држави Ајова. По попису становништва из 2010. у њему је живело 88 становника.

## Демографија
Према попису становништва из 2010. у граду је живело 88 становника, што је -22 (-20.0%) становника више него 2000. године.
| Група             | 2000.       | 2010.      |
| Белци             | 107 (97,3%) | 87 (98,9%) |
| Афроамериканци    | 0 (0,0%)    | 0 (0,0%)   |
| Азијати           | 0 (0,0%)    | 0 (0,0%)   |
| Хиспаноамериканци | 2 (1,8%)    | 0 (0,0%)   |
| Укупно            | 110         | 88         |